# معضوضة كرمية الأوراق
معضوضة كرمية الأوراق أو القرع المر أو الكريلة (الاسم العلمي: Momordica charantia) هي نوع من النباتات تتبع جنس المعضوضة من الفصيلة القرعية. ونبات عشبي حولي زاحف يعرف شعبياً بعدة أسماء مثل الكمثرى البلسمية والخيار الكوري، بالإنجليزية معضوضة كرمية الأوراق ويعد هذا من النباتات المشهورة التي ثماره تشبه الكوسا أو الخيار ولكنه يبرز على سطحها الخارجي نتوءات كثيرة وتتميز بمذاقها المر.

## فوائده
الحنظل أو القرع المر يعتبر مصدرًا مميزًا للعناصر الغذائية الأساسية، إذ يحتوي على تنوع وافر من الفيتامينات والمعادن والعناصر الغذائية الأخرى الضرورية لصحة الجسم وسلامته. ويعد كوب واحد (بوزن ٩٤ غرامًا) من الحنظل الطازج مصدرًا ممتازًا للفيتامينات مثل الفيتامين C والفيتامين K، بالإضافة إلى العناصر الغذائية مثل البوتاسيوم والمغنيسيوم والحديد وغيرها، مما يجعله مكملًا مثاليًا للنظام الغذائي اليومي.

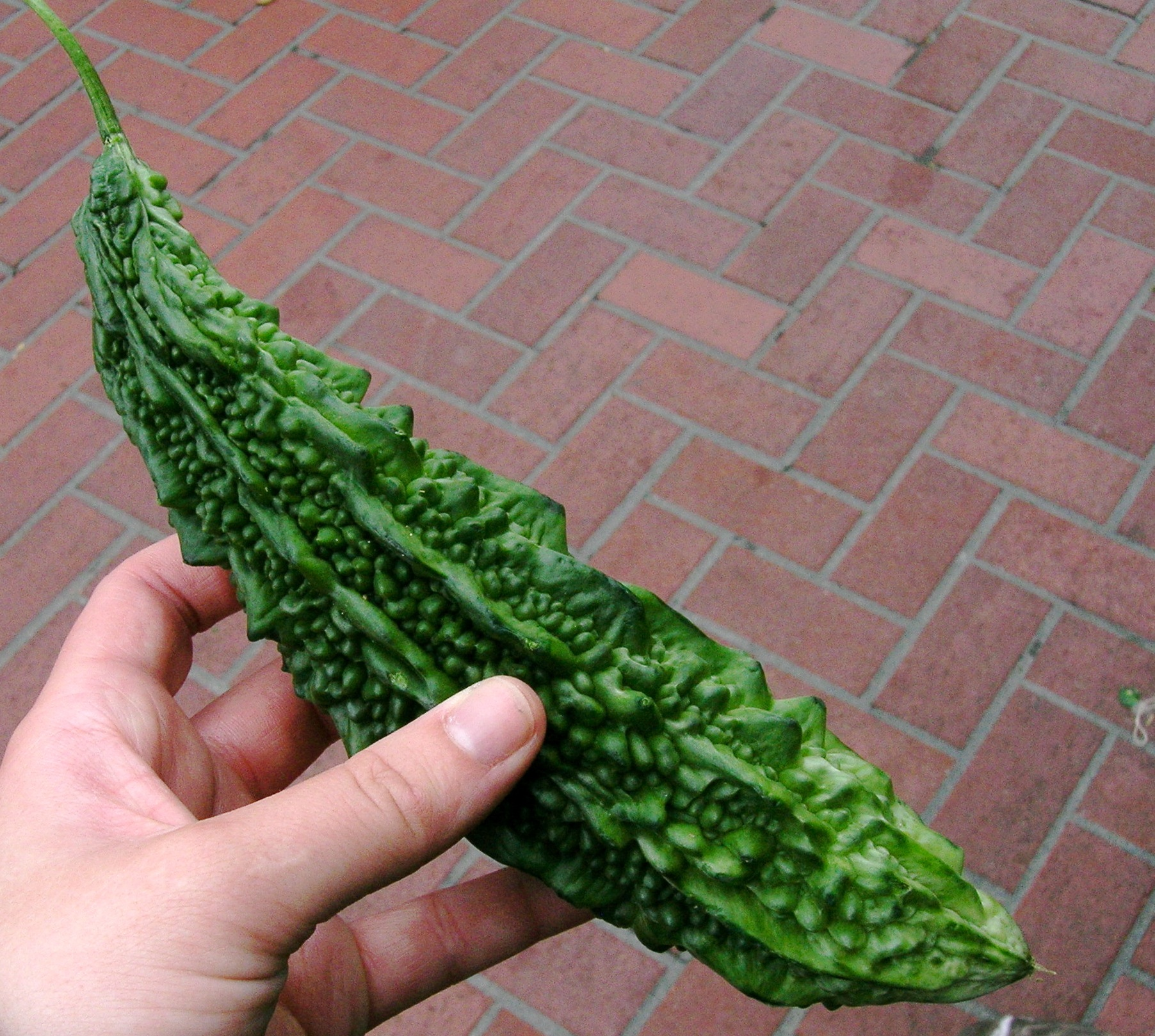
قرع مر هندي

| السعرات الحرارية | 20                              |
| الكربوهيدرات     | 4 غرامات                        |
| الألياف          | 2 غرام                          |
| الفيتامين ج      | 93% من الاحتياجات اليومية (RDI) |
| الفيتامين أ      | 44% من RDI                      |
| الفولات          | 17% من RDI                      |
| البوتاسيوم       | 8% من RDI                       |
| الزنك            | 5% من RDI                       |
| الحديد           | 4% من RDI                       |